# Hypopyra elliptica
Hypopyra elliptica là một loài bướm đêm trong họ Erebidae.